# Vstupní modlitba
Vstupní modlitba neboli kolekta (latinsky collecta) zakončuje úvodní obřady, které jsou první částí mše. Je jednou z eulogických modliteb. Modlí se jí celebrant jménem přítomných věřících, jež jeho slova stvrzují aklamací Amen.
| „                                                        | Bože, tys všechno stvořil a všechno řídíš; ujmi se nás, ať poznáme tvou moc a dobrotu, a dej nám sílu, abychom ti mohli sloužit nerozděleným srdcem. Prosíme o to skrze tvého Syna, Ježíše Krista, našeho Pána, neboť on s tebou v jednotě Ducha svatého žije a kraluje po všechny věky věků. | “ |
| — vstupní modlitba pro 24. neděli v liturgickém mezidobí | |   |